# William Rivers
William Halse Rivers Rivers (W.H.R. Rivers) (1864 – 4 giugno 1922) è stato un antropologo, biologo e neurologo inglese.
Fu uno dei più noti ricercatori scientifici inglesi, sia in ambito antropologico che psichiatrico, tra la fine del XIX secolo e l'inizio del XX secolo. Ebbe un ruolo di primo piano nello sviluppo dell'antropologia britannica, ed un ruolo centrale nella nascita della moderna psicotraumatologia.
Nella sua carriera scientifica, di grande livello ed intensità, Rivers riuscì a divenire uno dei più noti ricercatori della sua epoca in tre campi diversi contemporaneamente, lasciando in ciascuno di essi un'importante eredità metodologica.

## Gli studi e l'inizio della carriera
Nato in Kent da un pastore anglicano, si dimostrò fin da giovanissimo uno studente straordinariamente dotato. 
A 16 anni cadde gravemente ammalato di febbre tifoide, e la malattia segnò la sua salute per molti anni, creandogli notevoli difficoltà di lavoro, studio e concentrazione.
Nonostante questo, iscrittosi alla Facoltà di Medicina dell'Università di Londra riuscì a laurearsi a soli 22 anni. A 23 anni iniziò una serie di viaggi in nave, come medico di bordo, e visitò così il Giappone e gli Stati Uniti. Durante uno di quei viaggi divenne amico di George Bernard Shaw. Una volta tornato, capì che la preparazione come medico, non gli sarebbe stata sufficiente per comprendere le reti socio-interattive che caratterizzavano le società tribali e i loro rapporti con la fauna e flora autoctona. Da qui, decise di iscriversi alla facoltà di Scienze Biologiche all'Università di Cambridge, dove poi insegnò, specializzandosi in Etnozoologia con una tesi sul ruolo degli organi estratti di diverse specie animali e vegetali nei riti sciamanici.
Nel 1891 entrò nella Neurological Society ed iniziò a lavorare come medico neurologo presso il National Hospital for Paralysed and Epileptic. Li ebbe la possibilità di conoscere e frequentare alcuni dei più grandi neurologi inglesi, come Hughlings Jackson, Michael Foster, Henry Head e Charles Sherrington.
Iniziò ad interessarsi di neurofisiologia e psicologia sperimentale, e nel 1893 iniziò ad insegnare Fisiologia a Cambridge (a soli 29 anni). 
Nello stesso anno si recò a Heidelberg per svolgere un lavoro di ricerca assieme al grande psichiatra tedesco Emil Kräpelin. Nel 1897 fu nominato Lettore di Psicologia al St.John's College di Cambridge, e nel 1907 vi divenne docente di Fisiologia e Psicologia Sperimentale, oltre che Direttore del Laboratorio di psicologia sperimentale istituito presso la stessa Università (il primo del suo tipo in Inghilterra).

## La spedizione allo Stretto di Torres e gli studi antropologici
Nel suo ruolo di Lettore di Psicologia, nel 1898 venne coinvolto nella più celebre spedizione antropologica della fine del XIX secolo: la Torres Island Expedition dell'Università di Cambridge. La lunga e difficile spedizione, che ebbe un ruolo fondamentale per gli studi etnografici mondiali, vide la partecipazione di alcuni dei più noti antropologi del tempo, tra cui Alfred Haddon.
Durante la spedizione Rivers (che pure durante la stessa ebbe gravi problemi di salute) riuscì a condurre una lunga serie di osservazioni e ricerche, sia in ambito antropologico che nel settore della psicologia cross-culturale, di cui proprio in quell'occasione fu uno dei fondatori. Fu lui a sviluppare il metodo genealogico per lo studio delle organizzazioni sociali, una metodologia di seguito ampiamente usata nell'antropologia sociale internazionale.
Nel 1910 sintetizzò le sue riflessioni di merito nel celebre articolo "The Genealogical Method of Anthropological Inquiry", in cui propone un metodo per la raccolta dei dati riguardanti le relazioni di parentela e le loro terminologie; il metodo riesce a "porre il ricercatore sullo stesso piano del nativo" e si rivelò anche in seguito molto pratico ed efficace, riducendo i problemi teorici a problemi pratici.
In seguito a quella, e ad una successiva spedizione in India, Rivers divenne uno dei più noti sostenitori delle teorie diffusioniste in antropologia culturale, secondo cui i tratti culturali possono migrare nel tempo da un'area geografica ad un'altra.
Negli anni successivi, oltre ad approfondire i suoi studi di psicologia e neurofisiologia sperimentale, divenne uno dei principali pionieri dell'accademizzazione dell'antropologia sociale in Inghilterra.
Nel 1904 fondò, assieme a James Ward ed altri, il British Journal of Psychology, tuttora una delle più influenti riviste scientifiche nel settore della psicologia sperimentale. Divenne Fellow della Royal Society nel 1908, e ricevette la Royal Society Gold Medal nel 1914.

## La Prima guerra mondiale ed il contributo psicotraumatologico
Oltre alla sua "prima carriera" di neurofisiologo e psicologo sperimentale, ed alla "seconda carriera" di antropologo sociale, Rivers avviò, con l'inizio della prima guerra mondiale, la sua "terza carriera": quella di psicotraumatologo, in cui si distinse notevolmente, creando assieme ad altri (Charles Myers, Thomas Salmon) le basi della moderna psicoterapia dei traumi psicologici.
Nel 1915, nominato Capitano Medico, con funzioni di Neuropsichiatra Militare, venne assegnato al Craiglockhart War Hospital di Edimburgo, dove avviò un estensivo programma di trattamento dei traumi psichici e degli "Shell Shocks" subiti dagli ufficiali inglesi durante i combattimenti in Europa.
Nel giro di poco tempo, ispirandosi in parte alle metodologie terapeutiche psicoanalitiche (anche se opportunamente modificate), "rivoluzionò" gli antiquati programmi di trattamento previsti dall'istituzione militare, avviando una delle prime esperienze su larga scala di psicoterapia breve per gli eventi traumatici. I principi clinici derivati dal suo modello d'intervento e della sua esperienza vennero in seguito sintetizzati dallo psichiatra militare statunitense Thomas Salmon nei cosiddetti principi PIES, ponendo così le prime basi dell'attuale psicotraumatologia d'urgenza, e di tutti i modelli di intervento sulla crisi (crisis intervention) tuttora utilizzati nella pratica clinica.

## Gli ultimi anni
Al termine della guerra, ritornò all'insegnamento presso l'Università di Cambridge, in un nuovo ruolo creato apposta per lui: "Primo Lettore di Scienze Naturali", ruolo che non prevedeva alcun obbligo accademico e permetteva a Rivers di occuparsi di qualunque argomento o attività preferisse.
In realtà negli anni successivi le conseguenze delle sue croniche difficoltà di salute, e la stanchezza per i quasi trent'anni di intensissima attività di ricerca al massimo livello, lo spinsero ad assumere un atteggiamento più sereno ed un ritmo di vita meno frenetico e più rilassato di quanto avesse mai fatto in passato. Negli ultimi anni di vita, fu una figura molto conosciuta dell'Università di Cambridge, dove si intratteneva informalmente con gli studenti e dove formò un circolo culturale, I Socratici, alle cui riunioni e conferenze partecipavano persone quali H.G.Wells, Arnold Bennett, Bertrand Russell ed il suo caro amico ed ex-paziente Siegfried Sassoon.
Nel 1921 venne nominato Presidente del Royal Anthropological Institute.
Morì nel 1922 per un'ernia strangolata, da cui un disperato intervento d'urgenza non riuscì a salvarlo.
Alla sua memoria sono dedicati il Rivers Center del Royal Edinburgh Hospital, un centro clinico dedicato alla terapia del Disturbo Post-Traumatico da Stress, e la Rivers Memorial Medal, assegnata ogni anno ad un antropologo che abbia portato contributi di particolare valore alla scienza antropologica.